# 洪仙玉
洪仙玉（홍선옥，1950年3月28日—），北韓女政治家，任職最高人民會議常任委員會書記及代議員。

## 生平
洪仙玉出生於平安北道，後在金日成綜合大學和國際關係大學畢業。1998年，獲委任為朝鮮民主女性同盟的委員長。翌年，出任對外文化聯絡委員會副委員以及朝鮮-中國親善協會委員長。2000年，成為慰安婦及太平洋戰爭受害者對策委員會委員長。在2001年至2002年間，先後被任命為德國、瑞士和瑞典的親善協會委員長。2003年，首次當選為最高人民會議的代議員。2009年成為連任外，還成為該議會的副議長。2013年，又被起用為常任委員會書記。翌年3月，她第三度當選為代議員，但離任副議長一職。

## 資料來源
1. ↑  .   [2014-05-06]. （原始内容存档于2014-05-06）.